# Minecraft Multiplayer Fun
"Minecraft Multiplayer Fun" là một video YouTube năm 2010, được ghi nhận là video lâu đời nhất hiện có trên kênh PewDiePie. Video được tải lên bởi Felix Kjellberg, chủ sở hữu kênh, vào ngày 2 tháng 10 năm 2010. Cũng có Xebaz, một người bạn của Kjellberg, video cho thấy cả hai đang chơi Minecraft, một trò chơi điện tử thế giới mở. "Minecraft Multiplayer Fun" đã được xem hơn 20 triệu lần tính đến  tháng 1 năm 2022.

## Bối cảnh và phát hành

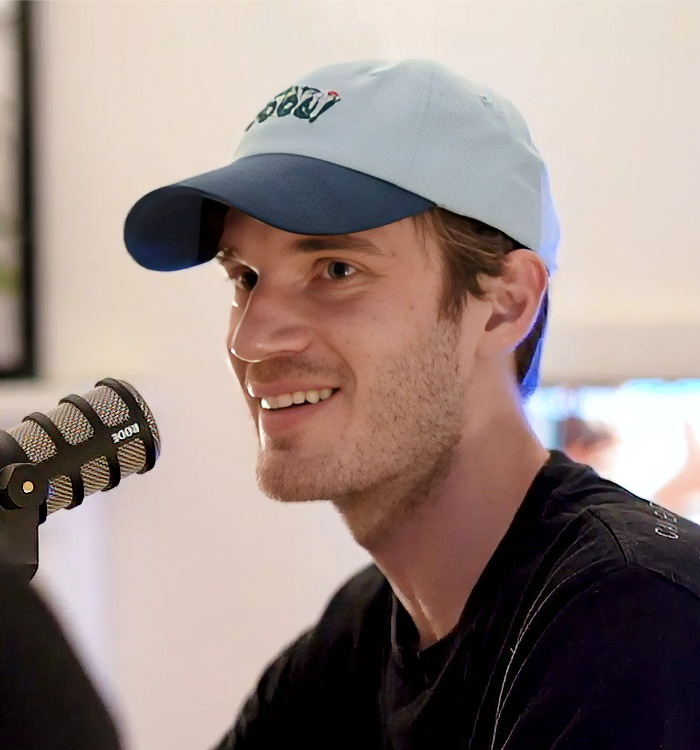
Felix Kjellberg (ảnh năm 2019) đã phát hành video vào năm 2010.

Kjellberg đã đăng ký tài khoản YouTube hiện tại của mình vào ngày 29 tháng 4 năm 2010, sau khi quên mật khẩu cho tài khoản YouTube cũ của mình. Video YouTube được tải lên lần đầu tiên của anh là một video Minecraft khác, video đấy anh đã xóa và không còn quyền truy cập. Tuy nhiên, "Minecraft Multiplayer Fun" đã được trích dẫn là video đầu tiên của Kjellberg bởi nhiều cửa hàng khác nhau. Kjellberg mô tả bài bình luận của mình vào thời điểm đó là 'nhút nhát', và nói rằng "điều đó thật kỳ lạ đối với anh, khi ngồi một mình trong phòng và nói chuyện với micrô. Điều đó chưa từng được nghe vào thời điểm đó. Không ai thực sự làm điều đó."
Phát hành vào ngày 2 tháng 10 năm 2010, video đấy là video lâu đời nhất của Kjellberg còn có sẵn để công chúng xem. Video được phát hành khi Minecraft vẫn đang trong giai đoạn phát triển alpha. Mô tả của video có nội dung: "Bạn tôi định cho tôi xem thứ gì đó bên trong tòa nhà, bằng cách nào đó, một thây ma đã xuất hiện đợi chúng tôi trong chiếc xe mỏ của anh ấy." Thật vậy, đoạn video có nội dung "nghe giống như một thanh niên đang cười đắc ý trước một thây ma xui xẻo bị mắc kẹt trên cây." Video chủ yếu có bình luận ngoài màn hình bằng tiếng Thụy Điển của Kjellberg và Xebaz, mặc dù thỉnh thoảng có tiếng chửi thề bằng tiếng Anh. Điều này trái ngược với tiếng Anh mà anh chủ yếu sử dụng trong các video sau này của mình.

## Tiếp nhận và kế thừa
"Minecraft Multiplayer Fun" đã được xem hơn 20 triệu lần tính đến tháng 1 năm 2022. Bản thân video cũng đã được Business Insider trích dẫn là một trong những điều đã biến Kjellberg "trở thành [một] ngôi sao lớn trên YouTube", cũng như là một trong "10 video quan trọng nhất trong lịch sử YouTube" bởi Observer.
Mặc dù Minecraft đặc biệt đáng chú ý trong cộng đồng Let's Play, mà Kjellberg đã giúp cho nó phổ biến, anh đã không tải lên bât kỳ các phần chơi của trò chơi trong thời gian đầu khi trò chơi phổ biến. Anh tuyên bố trong một video rằng "có cảm giác như mọi người chơi nó chỉ vì nó nổi tiếng, chứ không phải vì họ thực sự [vui vẻ] khi làm nó." Tuy nhiên, vào năm 2019, Kjellberg bắt đầu thường xuyên tải lên các Minecraft gameplay trên kênh của mình; Polygon đã viết rằng anh bắt đầu chơi trò chơi, một phần vì “anh ấy cảm thấy mình đủ linh hoạt để trò chơi không xác định kênh của mình." The Verge trích dẫn một nhà chiến lược nội dung nói rằng Kjellberg là người sáng tạo hàng đầu cho từ khóa Minecraft.